# Knautia velebitica
Knautia velebitica är en tvåhjärtbladig växtart som beskrevs av Szabó. Knautia velebitica ingår i släktet åkerväddar, och familjen Dipsacaceae. Inga underarter finns listade i Catalogue of Life.